# Lilla Tväbottnetjärnen
Lilla Tväbottnetjärnen är en sjö i Bollebygds kommun i Västergötland och ingår i Rolfsåns huvudavrinningsområde. Sjön är 9 meter djup, har en yta på 0,015 kvadratkilometer och är belägen 165 meter över havet.